# 応神町吉成
応神町吉成（おうじんちょうよしなり）は、徳島県徳島市の町名。2011年8月現在の人口は1,865人、世帯数は753世帯。郵便番号は〒771-1153。

## 地理
徳島市の北部に位置し、応神地区に属する。東は応神町中原、西は応神町東貞方に接し、南境を吉野川が東流する。吉野川沿いを徳島県道137号土成徳島線が通る。南北にJR高徳線が走り、吉成駅がある。
ほぼ東西に徳島県道29号徳島環状線が走り、吉成駅から同道に徳島県道121号藍住吉成停車場線が接続する。

### 河川
- 吉野川
- 今切川

### 小字
- 池ノ上
- 有天
- 只津
- 轟
- 中ノ瀬
- 長田
- 西吉成
- 七丁原
- 前須
- 向張

## 歴史
1889年（明治22年）までは板野郡吉成村で、それ以降は応神村の大字となった。1966年（昭和41年）に応神村が徳島市に編入されたのに伴って現在の地名となる。

## 交通

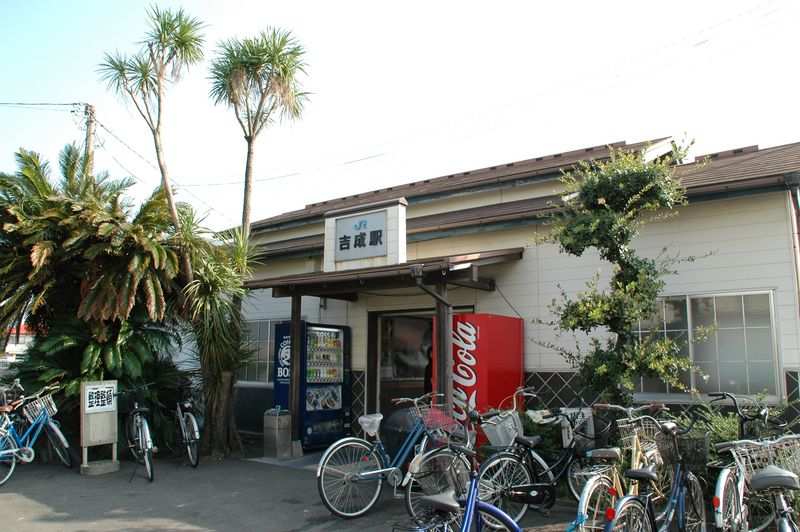
吉成駅駅舎

### 鉄道
- 四国旅客鉄道（JR四国）高徳線 - 吉成駅

### 道路
- 徳島県道29号徳島環状線
- 徳島県道121号藍住吉成停車場線
- 徳島県道137号土成徳島線

## 施設

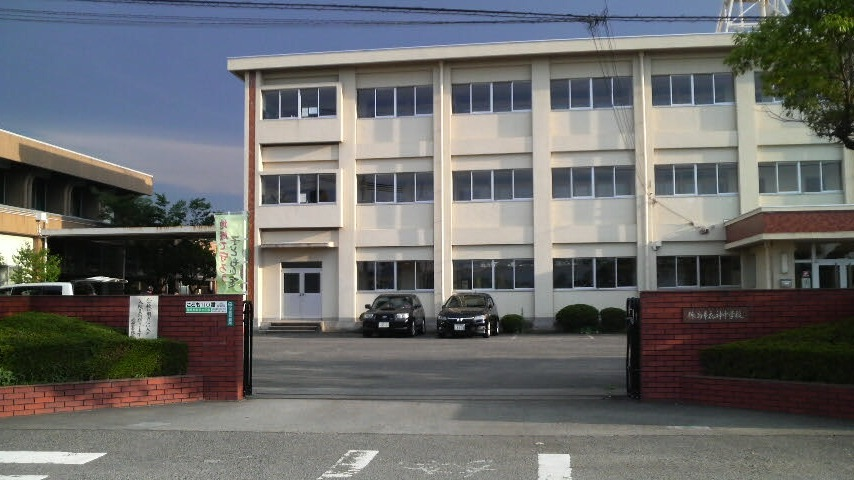
徳島市立応神中学校

教育
- 徳島県立徳島北高等学校
- 徳島市応神中学校
- 徳島市応神小学校

企業
- 四国トーセロ